# Jean-Jacques Rousseau
Jean-Jacques Rousseau (también conocido por la castellanización de su nombre como Juan Jacobo Rousseau) (Ginebra, 28 de junio de 1712-Ermenonville, 2 de julio de 1778) fue un polímata suizo francófono. Fue a la vez escritor, pedagogo, filósofo, músico, botánico y naturalista, y aunque fue definido como ilustrado, presentó profundas contradicciones que lo separaron de los principales representantes de la Ilustración, ganándose, por ejemplo, la feroz inquina de Voltaire y siendo considerado uno de los primeros escritores del prerromanticismo. 
Sus ideas imprimieron un giro copernicano a la pedagogía centrándola en la evolución natural del niño y en materias directas y prácticas, y sus ideas políticas influyeron en gran medida en la Revolución francesa y en el desarrollo de las teorías republicanas.
Fue crítico con el pensamiento político y filosófico desarrollado por Hobbes y Locke. Para él, los sistemas políticos basados en la interdependencia económica y el interés propio conducen a la desigualdad, el egoísmo y, en última instancia, a la sociedad burguesa (término que fue uno de los primeros en utilizar). Incorporó a la filosofía política conceptos incipientes como el de voluntad general y alienación. Su herencia de pensador radical y revolucionario está probablemente mejor expresada en sus dos frases más célebres, una contenida en El contrato social, «El hombre nace libre, pero en todos lados está encadenado», la otra, de su Emilio, o De la educación, «El hombre es bueno por naturaleza».
Rousseau se hizo amigo de Denis Diderot en 1742, y más tarde escribió sobre los problemas románticos de Diderot en sus Confesiones. Durante el período de la Revolución Francesa, Rousseau fue el más popular de los filósofos entre los miembros jacobinos. Fue enterrado como héroe nacional en el Panteón de París junto a Voltaire en 1794, 16 años después de su muerte.

## Biografía
La familia Rousseau procedía de hugonotes franceses y se instaló en Ginebra unos cien años antes de que Isaac Rousseau (Ginebra, 1672-Nyon, 1747) y Susana Bernard (Ginebra, 1673- 1712), hija del calvinista Jacques Bernard, tuvieran al futuro escritor Jean-Jacques. Nueve días después de dar a luz, Susana falleció y el pequeño Rousseau consideró a sus tíos paternos como sus segundos padres, debido a que desde muy pequeño pasó mucho tiempo con ellos y fueron los que lo cuidaron.
Cuando Rousseau tenía 10 años (1722), su padre, relojero bastante culto, tuvo que exiliarse por una acusación infundada[¿cuál?] y su hijo quedó al cuidado de su tío Samuel, aunque ya había tomado de él un gran amor por la lectura y un sentimiento patriótico de admiración por el gobierno de la República de Ginebra que Jean-Jacques conservó toda su vida. Con esta familia disfrutó de una educación que él consideraría ideal, calificando esta época como «la más feliz de su vida», y leyó a Bossuet, Fontenelle, La Bruyère, Molière y sobre todo a Plutarco, del cual interiorizó importantes nociones sobre la historia de la Roma republicana; en sus Confesiones, escritas hacia el final de su vida, dirá que fue este autor su lectura predilecta; también recomendará en su Émile la lectura del Robinson Crusoe de Daniel Defoe. Junto con su primo, Rousseau fue enviado como pupilo a la casa del calvinista Lambercier durante dos años (1722-1724). A su regreso en 1725, trabajó como aprendiz de relojero y, posteriormente, con un maestro grabador (aunque sin terminar su aprendizaje), con quienes desarrolló la suficiente experiencia para vivir de estos oficios ocasionalmente.
A los 16 años (1728) empezó a vagabundear y abandonó su ciudad natal. Tras estar peregrinando un tiempo y desempeñando los oficios más dispares, al borde de entrar en la marginalidad, abjuró del calvinismo y abrazó el catolicismo, del que más tarde también renegó (más adelante expuso sus ideas deístas sobre una religión natural en su Profesión de fe del vicario saboyano) y se estableció en Annecy, siendo tutelado por Madame de Warens, una dama católica ilustrada sin hijos, trece años mayor que él, que le ayudó en su discontinua educación y en su afición por la música, y además le fue buscando distintos trabajos. A ojos de Rousseau, ella fue la madre que había perdido y, a partir de 1733, una amante. Residió seis semanas de 1737 en Montpellier por una enfermedad grave y, a su regreso, madame Warens le consiguió el puesto de preceptor en Lyon de los hijos del hermano de dos famosos escritores ilustrados, Gabriel Bonnot de Mably (1740), sobre el cual ejerció una fuerte influencia, y el filósofo Condillac; además trabó amistad con Fontenelle, Diderot (que lo fichó como colaborador en materia musical de su Enciclopedia, 1751-1772, y con quien se hubo de enemistar al cabo) y Marivaux (quien le corrigió, por cierto, su pieza teatral en un acto Narciso o el amante de sí mismo, que estrenó en 1752). Forjó entonces un carácter de "paseante solitario" amante de la naturaleza. Pero, siempre descontentadizo, Rousseau ejerció de periodista y de muchos otros oficios ocasionales más. En 1742 presentó un innovador sistema de notación musical a la Real Academia de las Ciencias de París, con poco fruto (su sistema solo se interesaba por la melodía y no por la armonía, y además un sistema similar ya había sido inventado sesenta y cinco años atrás por el monje Souhaitti), y al año siguiente publicó su Disertación sobre la música moderna (1743), en que criticaba muy duramente la francesa, para él muy inferior a la italiana. Conoció a madame Dupin, de la que fue luego secretario; también en ese año fue nombrado secretario del inepto embajador de Francia en la República de Venecia, Pierre-François de Montaigu, con quien no llegó a concordar, hasta el punto de que al año siguiente fue despedido (1744). 
En 1745 y ya con 33 años, vuelve a París, donde convivió con Thérèse Levasseur, una modista analfabeta con quien tuvo cinco hijos y a quien convenció para entregarlos al hospicio conforme fueron naciendo; así hizo en 1746 con el primero. Al principio dijo que carecía de medios para mantener una familia, pero más tarde, en el volumen IX de sus Confesiones, sostuvo haberlo hecho para apartarlos de la nefasta influencia de su familia política: «Pensar en encomendarlos a una familia sin educación, para que los educara aún peor, me hacía temblar. La educación del hospicio no podía ser peor que eso».
En esta época contactó con Voltaire, D'Alembert, Rameau y, de nuevo, con Diderot, y escribió sus obras más reconocidas. Cuando la Academia de Dijon propuso en 1749 un concurso de disertaciones sobre la siguiente cuestión: «Si el restablecimiento de las ciencias y las artes ha contribuido a mejorar las costumbres», Rousseau ganó al año siguiente con su Discours sur les sciences et les arts respondiendo que no, pues las artes y las ciencias a su juicio suponen una decadencia cultural.

Mientras el gobierno y las leyes proveen lo necesario para el bienestar y la seguridad de los hombres, las ciencias, las letras y las artes, menos despóticas y quizá más poderosas, extienden guirnaldas de flores sobre las cadenas que los atan, anulan en los hombres el sentimiento de libertad original, para el que parecían haber nacido, y les hacen amar su esclavitud y les convierten en lo que se suele llamar pueblos civilizados. La necesidad creó los tronos; las ciencias y las artes los han fortalecido.
I Discurso para la Academia de Dijon, 1750

Pero, además, el cultivo de las ciencias y las artes era responsable para él también del declive de la moral, de la inocencia perdida y del desarrollo "del lujo, la disolución y la esclavitud". A partir de aquí, alcanza una discutida y polémica celebridad; incluso el depuesto rey de Polonia y duque de Lorena, Estanislao I Leszczynski, intentó refutar a Rousseau con otro discurso. En 1751 dimite de su puesto de secretario de madame Dupin y se dedica a copiar partituras musicales para ganarse la vida y en 1752 estrena con éxito en Fontainebleau, en presencia del rey Luis XV, su ópera en un acto El adivino del pueblo, atreviéndose a rechazar una audiencia con el propio monarca. En 1754 publica su Discurso sobre economía política y abjura del catolicismo y al año siguiente, en 1755, publicará un texto aún más importante, su Discurso sobre el origen y los fundamentos de la desigualdad entre los hombres, que había presentado para otro concurso de la Academia de Dijon sin obtener premio esta vez. Este discurso disgustó por igual a Voltaire y a la Iglesia católica, la cual lo acusó de negar el pecado original y de adherirse a la herejía del pelagianismo. Rousseau había enviado un ejemplar a Voltaire, residente por  entonces en su patria chica, Ginebra, y este le contestó que estaba "escrito contra la raza humana... jamás se desplegó tanta inteligencia para querer convertirnos en bestias". Fue el comienzo de una creciente enemistad entre estos dos ilustrados, cuya segunda fase aconteció cuando Voltaire publicó su Poema sobre el desastre de Lisboa (1755), en que afirmaba sin ambages su pesimismo y negaba la providencia divina, al que el ginebrino respondió con una Carta sobre la Providencia (1756) en que intentaba refutarlo. La respuesta de Voltaire sería justamente celebrada: su novela corta Cándido o el optimismo. Aún se enconó más el odio de Voltaire cuando Rousseau imprimió su Carta a D'Alembert sobre los espectáculos (1758), en la que declaraba (siendo él mismo autor dramático) que el teatro era uno de los productos más perniciosos para la sociedad, generando lujo e inmoralidad; es más, se mostraba sumamente misógino al escribir frases como esta:

A las mujeres, en general, ni les gusta ni aprecian el arte, y no tienen ningún talento. Pueden alcanzar el éxito en labores insignificantes que solo requieren superficialidad y un poco de gusto, y, a veces, lógica... Sus escritos son tan vacíos y bellos como ellas mismas y contienen el ingenio que uno quiera ponerles, pero carecen por completo de profundidad. No saben cómo describir o sentir el amor.

Voltaire se había obstinado en crear un teatro en Ginebra donde pudiese presentar sus piezas y actuar en ellas, y esta carta vino a darle la puntilla a toda posibilidad de congraciarse con Rousseau, quien, por su parte, empezaba a asistir a salones parisinos y criticaba la música francesa en la Querelle des Buffons con el apoyo de los enciclopedistas y su, por aquel entonces, íntimo amigo Frédéric-Melchior Grimm, con quien comparte el amor de madame d'Epinay.

Retrato de Jean-Jacques Rousseau, por Allan Ramsay, en 1766, Galería Nacional de Escocia.

Las exigencias de sus amigos y sus opiniones lo distancian de ellos, Rousseau se siente traicionado y atacado y abandona Ermitage, casa rural que le amuebló Mme. d'Epinay en 1756. Se traslada en ese año a Mont Louis, también en los bosques de Montmorency, y recibe la propuesta de convertirse en bibliotecario de honor de Ginebra, que rechaza. En 1757 se enamora apasionadamente de madame Sophie d'Houdetot, compitiendo con su otro amante, el poeta y académico Jean François de Saint-Lambert, pero su relación no llega a ser más que platónica. A ella dirigirá sus Cartas morales (1757-1758), que permanecieron inéditas hasta 1888. En 1758 publica su Carta a d'Alembert sobre los espectáculos y en 1761 su novela epistolar Julia, o la nueva Eloísa.
1762 fue un año fundamental en su creación literaria, pues redacta una pieza teatral originalísima, Pygmalion, considerada la creadora de un nuevo género dramático-musical, el melólogo, que solo podrá representarse en 1770, y publica dos obras capitales: Emilio, o De la educación y El contrato social, o Principios del derecho político. La primera de estas obras era sobre todo un cañonazo en toda regla contra la pedagogía tradicional y las religiones culturales y aprendidas, no naturales, que habrá de tener consecuencias importantísimas en esas disciplinas; en pedagogía imprimió un giro copernicano que desarrollará otro escritor suizo, Pestalozzi, centrando la educación en el niño y en su evolución mental, y primando las materias prácticas frente a las teóricas y abstractas, mientras que en cuestiones religiosas Rousseau proponía, despreciando la teología como inútil, una religión natural con papel secundario y menos importante que otras disciplinas prácticas; la segunda obra era una crítica fundamentada y de raíz de los principios políticos del Antiguo Régimen que partía de una cuestión que se hizo justamente célebre: «El hombre nace libre y, sin embargo, donde quiera que va está encadenado. ¿Por qué este cambio?». En teoría constitucional, a diferencia de Thomas Hobbes y de modo más acentuado aún que John Locke, Rousseau no admitía ninguna restricción en cuanto a los derechos y libertades individuales: el hombre que no goza de una libertad completa no es un hombre; bosqueja un principio filosófico de amplio futuro, la alienación, así como otro político-jurídico, la voluntad general. Las heterodoxas ideas expresadas en estas obras lo hacen tremendamente impopular, hasta el punto de que el 9 de junio el Parlamento de París da orden de arrestarlo por su Emilio; avisado previamente, Rousseau decidió refugiarse en su natal tierra suiza, más en concreto en Yverdon; allí se entera de que además el arzobispo de París Christophe de Beaumont ha escrito una carta pastoral contra sus obras; el 19 de junio el cantón de Ginebra le expende orden de arresto por sus obras Emilio y Contrato social y el 10 de julio es expulsado de Yverdon por el cantón de Berna; así que atraviesa la sierra del Jura y se refugia en Môtiers-Travers bajo la protección de Julie Emélie Willading, nacida Boy de la Tour (1751-1826); en 1763 escribe una Carta a Christophe de Beumont para defenderse de la persecución del arzobispo católico y después renuncia a la ciudadanía ginebrina; en septiembre de 1764 recibe una oferta de Pasquale di Paoli para redactar una constitución para la efímera República Corsa (1755-1769). También en 1764 Voltaire publica un panfleto anónimo contra Rousseau, El sentimiento de los ciudadanos, en el que revela el destino de sus cinco hijos, entregados al cuidado de orfanatos porque Rousseau pensaba no ser capaz de mantenerlos por sus condiciones económicas (esta fue su principal justificación en las Confesiones):

¿Quién es ese hombre que piensa que se le deben levantar estatuas y con la misma humildad compara su vida con la de Jesús; ese que ultraja al cristianismo y a la Reforma, e insulta a nuestros gobernantes y pastores? ¿Es un erudito que habla en contra de otros eruditos? No, es un desgraciado sifilítico que arrastra tras de sí, de pueblo en pueblo y de montaña en montaña, a una ramera, a cuya madre él ha matado, y con la que ha tenido hijos y los ha abandonado a la puerta de un hospicio. (Voltaire, anónimo, en  El sentimiento de los ciudadanos, 1764)

Rousseau se tomó la molestia de rebatir con informes médicos su presunta sífilis y el infundio de haber matado a la madre de su amante, republicando el folleto anónimo con sus notas en París, pero ocultando, sin embargo, la verdad del abandono de sus hijos. Desde ese momento adoptó como lema Vitam impendere vero ("dedicar la vida a la verdad", Juvenal, sátira IV), que antepuso a una publicación que hizo en diciembre, sus Cartas de la montaña; pero el clero protestante (sobre todo el pastor calvinista de Ginebra Jean Sarasin) y católico despotricaba contra él y en 1765 su casa en Môtiers fue apedreada por una turba furiosa; unos días después Rousseau decidió refugiarse en la isla de San Pedro, en el lago de Bienne, en casa de un síndico de Berna; pero también se vio forzado a marcharse de allí. Rousseau se desespera por primera vez y pide a las autoridades de Berna que le encarcelen donde sea, que ya no escribirá nada más; pero no lo encarcelan y se instala en Bienne, donde recibe sobre todo la visita de diversos ingleses (Daniel Malthus, padre del economista; James Boswell...), pues sus dos discursos y sus tres grandes libros, traducidos estos últimos por William Kenrick, habían sido ampliamente divulgados también en el mundo anglófono. Recibió peticiones para que viajara a Prusia (del mariscal George Keith), al Reino Unido (de David Hume) e incluso a Rusia (de Cyril Razoumovsky).
La persecución empezaba a suscitar en Rousseau una paranoia o manía persecutoria a la que ya era proclive; además, estaba seriamente enfermo de vejiga. Así que el 4 de enero de 1766, con David Hume y Jean-Jacques de Luze, se puso en camino para Londres. Su amigo Hume lo acogió junto con Thérèse en Inglaterra, pero el filósofo suizo no aguantaba la ciudad y Hume tuvo que buscarle a la pareja una residencia campestre a su gusto, y la encontró en Chiswick; sin embargo, el ilustrado francés era invitado con frecuencia a otras fincas, como Mundan House (Surrey) a media milla de Wotton Place, y sobre todo Wootton Hall (Statford), en casa de Richard Davenport, que fue el lugar donde por más tiempo residieron; pasaron en Inglaterra dos agitados años (1765-1767), hostigados por la opinión que la mayoría de los ingleses tenía de él: un loco, malo y peligroso hombre que vivía en pecado con Thérèse. Hume tenía que buscar artimañas hasta para llevar al teatro Drury Lane al caprichoso, antojadizo y paranoico francés; al llegar al espectáculo, su extraño atavío (Rousseau vestía habitualmente al modo armenio) causó alboroto y al finalizar la representación fue conducido a la tertulia del gran actor Garrick. Horace Walpole le gastó una broma pesada escribiéndole una carta falsa como si fuese Federico el Grande de Prusia, Therèse le engañó con Boswell, y el perro de Rousseau, "Sultán", no hacía otra cosa que escaparse y Rousseau se pasaba el día quejándose y protestando. En fin, Hume acabó harto de los líos, rarezas (por ejemplo, rechazar una pensión secreta del rey Jorge III de cien libras que Hume se había forzado en conseguirle y el francés había aprobado al principio) y paranoias (pensaba que Hume se había aliado con Voltaire, d'Alembert, Diderot y otros enemigos suyos para desacreditarlo, llevando este altercado incluso a la imprenta, a lo cual respondió Hume también con un impreso) de Rousseau. En 1767, con 55 años, recibe pese a todo la pensión de Jorge III, pero decide volver a Francia con el nombre falso de Jean-Joseph Renou, cuando ya sus agobiados amigos ingleses se habían dado cuenta de que algo le pasaba, que estaba trastornado. El príncipe de Conti pone a su disposición una casa en Trye-le Chateâu y se publica su Diccionario de música. Pero en 1768 marcha a Lyon y Grenoble y el 30 de agosto se casó con su amada Thérèse en Bourgoin. En 1770 se le permitió regresar oficialmente con su nombre: pero bajo la condición de no publicar nada más.
Terminó sus memorias, las Confesiones, en 1771, un intento de resolver o al menos dar testimonio de sus tremendas contradicciones, y se dedicó a vivir de sus patrones y de lecturas públicas de estas memorias. En 1772 Mme. d'Epinay, escritora amante de él y Grimm al tiempo (lo que provocará su enemistad), escandalizada por lo que Rousseau relata de su relación con ella, pide a la policía que prohíban tales lecturas, y eso es lo que ocurre. Con un estado anímico sombrío, se aleja definitivamente del mundo. Comienza a redactar en 1772 sus Diálogos, pero el daño que le habían causado los violentos ataques de Voltaire (quien dijo de él que se valía de la sensiblería y la hipocresía para prosperar) así como los de otros personajes de su época terminó apartándolo finalmente de la vida pública, sin poder aprovechar la fama y el reconocimiento de su obra, que inspiraría al romanticismo. Alarga sus Consideraciones sobre el Gobierno de Polonia y, en los años siguientes, trabajó en Cartas sobre botánica a la señora Delessert (1771-1773), Rousseau juez de Jean-Jacques (1772-1776)  y la ópera Daphnis et Chloé (1774-1776). En 1776 empieza a redactar sus Ensoñaciones de un paseante solitario (1776-1778), cuya redacción quedará inconclusa por su súbita muerte, cuando andaba retirado en Ermenonville por consejo médico, de un paro cardíaco en 1778, cuando contaba con 66 años. Fue enterrado inicialmente en la isla de los álamos que se encuentra en un lago en un parque en Ermenonville que hoy lleva su nombre.
En 1794 por orden de la Convención Nacional, su cuerpo embalsamado fue trasladado al Panteón de París donde descansa actualmente a pocos metros de Voltaire y el sitio exacto está marcado claramente por un busto conmemorativo. Póstumas aparecieron diversas obras: en 1781 su Ensayo sobre el origen de las lenguas  y una continuación del Emilio, Émile et Sophie, ou les Solitaires, así como las Confesiones (1782-1789). Las Cartas morales solo serán publicadas recién en 1888.

## Legado de Rousseau

### Literario
Dado su alejamiento de los enciclopedistas de la época y su enfrentamiento con la Iglesia católica, por sus polémicas doctrinas, su estilo literario cambió. Sus obras autobiográficas dieron un vuelco fundamental en la literatura europea; a tal punto que es considerado un autor prerromántico o precursor del Romanticismo. Las obras suyas que más influyeron en su época fueron Julia, o la Nueva Eloisa (1761) y Emilio, o De la educación (1762), ya que transformaron las ideas sobre la familia.
Otras obras muy importantes son El contrato social y el Discurso sobre el origen de la desigualdad entre los hombres.

### Ideas políticas y sociales

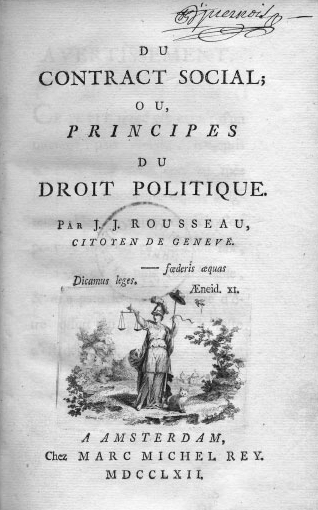
Primera página de la publicación original en francés de El contrato social.

Rousseau produjo uno de los trabajos más importantes de la época de la Ilustración; a través de su libro El contrato social, hizo surgir una nueva política. Esta nueva política está basada en la volonté générale, voluntad general, y en el pueblo como depositario de la soberanía. Expone que la única forma de gobierno legal será aquella de un Estado republicano, donde todo el pueblo legisle; independientemente de la forma de gobierno, ya sea una monarquía o una aristocracia, no debe afectar la legitimidad del Estado. Rousseau da gran importancia al tamaño del Estado, debido a que una vez la población del Estado crece, entonces la voluntad de cada individuo es menos representada en la voluntad general, de modo que cuanto mayor sea el Estado, su gobierno debe ser más eficaz para evitar la desobediencia a esa voluntad general.
En sus estudios políticos y sociales Rousseau desarrolló un esquema social, en el cual el poder recae sobre el pueblo, argumentando que es posible vivir y sobrevivir como conjunto sin necesidad de un único líder que fuese la autoridad. Es una propuesta que se fundamenta en la libertad natural, con la cual, Rousseau explica, ha nacido el hombre. En El Contrato Social, Rousseau argumenta que el poder que rige a la sociedad es la voluntad general que mira por el bien común de todos los ciudadanos. Este poder solo toma vigencia cuando cada uno de los miembros de una sociedad se une mediante asociación bajo la condición, según expone Rousseau, de que «Cada uno de nosotros pone en común su persona y todo su poder bajo la suprema dirección de la voluntad general; y cada miembro es considerado como parte indivisible del todo». En fin, Rousseau plantea que la asociación asumida por los ciudadanos debe ser «capaz de defender y proteger, con toda la fuerza común, la persona y los bienes de cada uno de los asociados, pero de modo tal que cada uno de éstos, en unión con todos, solo obedezca a sí mismo, y quede tan libre como antes».
La obra rousseauniana argumenta que esta asociación de los hombres no es algo natural. El hombre sale de su estado natural de libertad porque le surgen necesidades de supervivencia que le impone la creación de algo artificial, ya que el hombre no es sociable por naturaleza y no nació para estar asociado con otros. Es voluntario el que se unan los unos a los otros y fundamenten este vínculo con el desarrollo de la moralidad y la racionalidad para satisfacer las necesidades que la naturaleza le ha impuesto. La moral y la razón se hacen evidentes en la sociedad al establecer un modelo normativo capaz de crear un orden social que evite la dominación de unos sobre otros y que involucre una representación participativa de todos los miembros de la sociedad.
Mediante El Contrato Social, Rousseau le abre paso a la democracia, de modo tal que todos los miembros reconocen la autoridad de la razón para unirse por una ley común en un mismo cuerpo político, ya que la ley que obedecen nace de ellos mismos. Esta sociedad recibe el nombre de república y cada ciudadano vive de acuerdo con todos. En este Estado social son necesarias las reglas de la conducta creadas mediante la razón y reflexión de la voluntad general que se encarga de desarrollar las leyes que regirán a los hombres en la vida civil. Según Rousseau, es el pueblo, mediante la ratificación de la voluntad general, el único calificado para establecer las leyes que condicionan la asociación civil. De acuerdo con la obra de Rousseau, todo gobierno legítimo es republicano, es decir, una república emplea un gobierno designado a tener como finalidad el interés público guiado por la voluntad general. Es por esta razón por la que Rousseau no descarta la posibilidad de la monarquía como un gobierno democrático, ya que si los asociados a la voluntad general pueden convenir, bajo ciertas circunstancias, la implementación de un gobierno monárquico o aristocrático, entonces tal es el bien común.
En su modelo político, Rousseau atribuye al pueblo la función de soberano. A este término no le asigna características que designan a una sola clase o nación, sino la representación de una comunidad de los que desean formar un Estado y vivir bajo las mismas leyes que son la expresión de la voluntad general. El pueblo, como soberano, debe llevar a cabo una deliberación pública, que ponga a todos los ciudadanos asociados en un plano de igualdad, en la cual el cuerpo no puede decidir nada que atente contra los intereses legítimos de cada uno. Las leyes en la república de Rousseau están desarrolladas conforme al orden social, establecido por la naturaleza del pacto social y no por las convenciones humanas de un solo individuo. Las leyes deben fundamentarse en las convenciones que traducen en reglas las exigencias de la racionalidad y moralidad humana, al tiempo que no atentan contra el ideal de la justicia que impone que todos los asociados se respeten los unos a los otros. Rousseau establece que las reglas de la asociación deben ser el resultado de la deliberación pública, ya que en ella se encuentra el origen de la soberanía. Las leyes nacidas de la deliberación no serán justas y la soberanía no será legítima si la deliberación no respeta el interés común y si los ciudadanos no aceptan las condiciones por las que las reglas son iguales para todos. Estas leyes no instituyen ninguna forma específica de gobierno, sino que fijan las reglas generales de la administración y definen la constitución, por la cual el pueblo ha de regirse, ya que son la máxima expresión de la voluntad general.
El ideal político planteado por Rousseau en El Contrato Social se basa en la autonomía racional. Esta es la asociación que supone el reino de la ley común, en la cual cada uno de los asociados, al entregarse al pacto social, se obedece a sí mismo porque las leyes se fundamentan en la voluntad general, en la cual cada ciudadano es a su vez legislador, al deliberar públicamente en la creación de las reglas, y súbdito, al someterse libremente a la obediencia de las mismas.
El ideal político de El Contrato Social puede realizarse bajo cualquier forma de gobierno. Rousseau argumenta que cualquier forma de gobierno es válida y legítima si se ejerce dentro de los parámetros regidos por la ley común. En su obra, Rousseau define una república como “todo Estado regido por leyes, cualquiera que sea su forma de administración”.
En el modelo político de Rousseau, el pueblo aparece en una doble dimensión, en la cual es sujeto y objeto del poder soberano. Cada individuo es sujeto de la soberanía porque entrega todos sus derechos a la comunidad, pero, al mismo tiempo, es objeto porque, al ser parte de un todo, se los entrega a sí mismo. Al establecerse este pacto, la soberanía reside en el pueblo y, como resultado, la misma es inalienable, indivisible, absoluta e infalible, ya que es contradictorio que el soberano como pueblo implemente algo contra sí mismo como súbdito.
Lo que caracteriza el modelo político que Rousseau desarrolla en El Contrato Social es la idea clave roussoniana de "voluntad general". Tal voluntad se diferencia de la voluntad de todos por su carácter universalista y su aspecto normativo. No es una voluntad cualitativa, sino que se forma por una cualificación moral, en la cual se requiere que los hombres actúen de acuerdo a los intereses universalistas. Una vez se forma esta voluntad, su mandato es inapelable, ya que lo que persigue es el interés colectivo que no es diferente del interés individual. Es por ello que, si algún asociado intentase resistir la voluntad general, se verá obligado por el cuerpo social a obedecerle.
Rousseau concebía la democracia como un gobierno directo del pueblo. El sistema que defendía se basaba en que todos los ciudadanos, libres e iguales, pudieran concurrir a manifestar su voluntad para llegar a un acuerdo común, a un contrato social. En El contrato social diría que «toda ley que el pueblo no ratifica, es nula y no es ley» y que «la soberanía no puede ser representada por la misma razón que no puede ser enajenada». Como "voluntad general" no puede ser representada, defendía un sistema de democracia directa que inspira, hasta cierto punto, la constitución federal suiza de 1849.
La relación de las teorías de Rousseau con el nacionalismo moderno es uno de los temas abundados por la teoría política y la historia de las ideas. En sus obras, Rousseau planteó las bases para el nacionalismo moderno atribuyéndole los sentimientos de identificación con la república o sociedad a la cual el hombre se ha asociado, aunque argumentó que estos sentimientos solo hubiesen sido posibles en Estados pequeños y democráticos.

#### La bondad original del hombre
Mientras que Hobbes pensaba que el hombre era malo por naturaleza, Rousseau establece que el hombre es por naturaleza bueno, pero la sociedad lo corrompe después; así lo resume en una carta al prelado Christophe de Beaumont, escrita en noviembre de 1762, que no sirvió de nada, ya que este eclesiástico condenó su Émile en un largo ensayo de 1763:
El principio fundamental de toda moral, sobre el cual he razonado en todos mis escritos y que he desarrollado en este último con toda la claridad de que yo era capaz, es que el hombre es un ser naturalmente bueno, amante de la justicia y del orden; que no hay de ningún modo nada de perversidad original en el corazón humano, y que los primeros movimientos de la naturaleza son siempre rectos. He hecho ver que la única pasión que nace con el hombre, a saber el amor propio o de sí mismo, es una pasión indiferente en sí misma al bien y al mal; que ella no se vuelve buena o mala sino por accidente, y según las circunstancias en las cuales ella se desarrolla. He mostrado que todos los vicios que se imputan al corazón humano no le son naturales en absoluto: he dicho la manera como ellos nacen; he por así decir descrito su genealogía y he hecho ver cómo, por la alteración sucesiva de su bondad original, los hombres se vuelven al fin lo que ellos son. He explicado además lo que entiendo por esta bondad original, que no parece deducirse de la indiferencia al bien y al mal, natural en el amor propio o de sí mismo. El hombre no es un ser simple; está compuesto de dos substancias. Si todo el mundo no conviene en esto, sobre ello convenimos al menos vos y yo y he tratado de probarlo a los demás. Probado esto, se demuestra ya que el amor propio no es una pasión simple, sino que tiene dos principios, a saber, el ser inteligente y el ser sensible, cuyo bienestar no es el mismo. El apetito de los sentidos tiende al del cuerpo, y el amor al orden, al del alma. Este último amor, desarrollado y hecho activo, lleva el nombre de conciencia; pero la conciencia se desarrolla y actúa solo con las luces del hombre. Es solo por estas luces que logra conocer el orden, y es solo cuando lo conoce que su conciencia lo lleva a amarlo. Por lo tanto, la conciencia está vacía en el hombre que no ha comparado nada y no ha visto sus relaciones. En este estado, el hombre no conoce más que a él mismo; no ve su bienestar opuesto o en conformidad con el de nadie; no odia ni ama nada; limitado al mero instinto físico, es nulo, es estúpido: eso es lo que hice ver en mi Discurso sobre la desigualdad. Cuando, por un desarrollo del cual he mostrado el progreso, los hombres comienzan a mirar a sus compañeros, también comienzan a ver sus relaciones y sus relaciones con las cosas, a tomar ideas de conveniencia, justicia y orden. La hermosa moral comienza cuando se hacen sensibles y la conciencia actúa: entonces poseen virtudes; y si también tienen vicios, es porque sus intereses se entrecruzan y su ambición se despierta a medida que se expanden sus luces. Pero mientras haya menos oposición de intereses que concurso de luces, los hombres son esencialmente buenos. Este es el segundo estado.
Rousseau opone el hombre natural al hombre histórico, pero para no destruir la sociedad (revolución) propone como solución de esta contradicción la reforma de la sociedad y un tercer hombre, el hombre civil, en su Contrato social, y un gobierno por consenso mediante la voluntad general expresada en leyes comunes e iguales para todos.

#### De la soberanía y las leyes
Rousseau consideraba que toda aquella persona que participe del contrato social es soberana. Por ende, es un bien común el que se obtiene a través de este contrato. Por esta razón no puede existir una distinción entre soberano e individuo y se debe legislar bajo la voluntad general. Este tipo de gobierno comienza una vez el pueblo ha madurado moral y políticamente para lograr comprender e implementar la voluntad general, y que esta sea libre de interferencias. Debido a esto, la ley siempre es general, porque considera a las acciones y a las masas, nunca a un individuo. Acerca de las leyes, Rousseau hace una diferenciación entre la voluntad general y la voluntad común. Y estas leyes o contratos no pueden ser creados por la voluntad común, debido a que la voluntad común puede ser buena o mala, pero esta no necesariamente se dirige hacia la voluntad general, cuyo fin es el bien común.
Estas leyes son divididas entre las Fundamentales, Civiles y Criminales:
- Leyes Fundamentales o Leyes Políticas: establecen las relaciones entre el gobierno y el soberano.
- Leyes Civiles: establecen la relación de miembro a miembro, o del miembro a las masas.
- Leyes Criminales: establece la relación entre cada individuo con las leyes y las penalidades por desobedecerlas.

#### De la desigualdad entre los hombres
Rousseau planteó algunos de los precedentes políticos y sociales que impulsaron los sistemas de gobiernos nacionales de muchas de las sociedades modernas estableciendo la raíz de la desigualdad que afecta a los hombres; para él, el origen de dicha desigualdad era a causa de la constitución del derecho de propiedad:
El primero al que, tras haber cercado un terreno, se le ocurrió decir "esto es mío" y encontró personas lo bastantes simples para creerle fue el verdadero fundador de la sociedad civil. ¡Cuántos crímenes, guerras, asesinatos, miserias y horrores habría ahorrado al género humano quien, arrancando las estacas o rellenando la zanja, hubiera gritado a sus semejantes: ¡Guardaos de escuchar a este farsante! Estáis perdidos si olvidáis que los frutos son de todos y que la tierra no es de nadie. (J.-J. Rousseau, Discurso sobre el origen y los fundamentos de la desigualdad entre los hombres)
Así pues, se opone a John Locke, quien pensaba que el derecho de propiedad era uno de los derechos humanos fundamentales y naturales del hombre. A medida que la especie humana se fue domesticando, los hombres comenzaron a vivir como familia en cabañas y acostumbraban ver a sus vecinos con regularidad. Al pasar más tiempo juntos, cada persona se acostumbró a ver los defectos y virtudes de los demás, creando el primer paso hacia la desigualdad. “«Aquel que mejor cantaba o bailaba, o el más hermoso, el más fuerte, el más diestro o el más elocuente, fue el más considerado». En este aspecto, la formación de la sociedad hizo necesaria la creación de entidades que regularan los derechos y deberes de los hombres, perdiendo estos así la libertad de tomar posesión de lo que tenían a mano, y los adoctrinó a olvidarse de sus antiguos sentimientos y manera de vivir sencilla y los impulsó a superar a sus semejantes provocando la pérdida de la igualdad, o mejor dicho, dando nacimiento a la desigualdad.
En su estudio sobre la desigualdad, estableció las diferencias entre el hombre civilizado y el hombre salvaje, determinando que las situaciones que estos enfrentaban en su diario vivir definían su comportamiento con los demás. El hombre civilizado, motivado por un deseo de ser superior a los otros, crea una especie de antifaz que le presenta al mundo, con el propósito de crear distinción entre ellos y los demás. En esta nueva sociedad, «Las almas no son ya visibles, ni la amistad posible, ni la confianza duradera, porque ya nadie se atreve a parecer lo que es». En este mundo artificial, la comunicación humana se hizo imposible. El hombre salvaje no presentaba este problema, él no vivía en sociedad porque no lo necesitaba, pues la naturaleza le proporcionaba todas sus necesidades. Cuando sentía hambre contaba con los animales de la selva para saciarla, al anochecer buscaba refugio en una cueva, su relación con los demás se llevaba en armonía, siempre que ambas partes así lo requirieran y que no se presentaran conflictos, y así mismo todos por igual tenían derecho a una parte de las tierras que habitaban. Según Rousseau, a medida que el hombre salvaje dejó de concebir lo que la naturaleza le ofrecía como lo prescindible para su subsistencia, empezó a ver a los demás hombres como rivales, su cuerpo no fue más su instrumento, sino que empleó herramientas que no requerían de tanto esfuerzo físico, limitando por ello sus acciones y concentrándose en el mejoramiento de otros aspectos de su nueva forma de vida, transformándose así en el hombre civilizado.
En el Origen de la desigualdad entre los hombres, afirma: “tal es, en efecto, la causa de todas estas diferencias: el salvaje vive para sí mismo; el hombre social, siempre fuera de sí, no sabe vivir más que en la opinión de los demás; y de ese único juicio deduce el sentimiento de su propia existencia”. Esta naturaleza humana, que Rousseau supone del hombre salvaje, no es sino una hipótesis de trabajo, pues él mismo admite en esta obra que no es posible mostrar que dicho estado salvaje haya existido.
A pesar de que algunos de sus escritos parecían atacar la estructura de la sociedad, este era, según Rousseau, el modo de pensar de sus adversarios, como lo expresa aquí “¿en qué quedamos? ¿Es preciso destruir la sociedad, confundir lo tuyo y lo mío y volver a vivir en las selvas como los osos? Esta es una consecuencia del modo de pensar de mis adversarios, que tanto me gusta prevenir como dejarles la vergüenza de deducirla”. Su intención no fue la de desmantelar dicha potencia, sino el de hacer de la misma una comunidad de igualdad donde todos tuvieran la libertad para expresar su pensar y tomar las decisiones que beneficien a todos, como se puede apreciar en El Contrato Social.

#### De la formación del hombre
Rousseau hace un estudio de la formación del hombre individual antes de este "ingresar a la sociedad", con sus primeras obras que incluyen: Discurso sobre las ciencias y las artes, Ensayo sobre el origen de las lenguas y Emilio, o De la educación. En la primera y en la segunda, Rousseau identifica los vicios y las virtudes, y en la tercera, la más importante, propone encaminar al hombre a la virtud haciendo a un lado los vicios mediante una educación ajustada a la naturaleza.
Una de las definiciones: Vicio: lo artificial, las artes: las letras, las lenguas, música. las ciencias, excesivo uso de razón, expresión de sentimientos que no existen. "palabras vacías", la armonía; virtud: lo puro, natural, la  melodía, expresión sincera de sentimientos y el "conocimiento necesario".
Las artes, según Rousseau, traen el conocimiento que hace al individuo comportarse de una manera para "ser de agrado a los demás", y no es un comportamiento natural; en vez de crear una unión entre seres humanos, crean la desigualdad entre ellos. Se crea una esclavitud a ellas y una esclavitud entre los hombres, se explica con su famosa cita: "las ciencias, las letras y las artes, menos despóticas y más potentes acaso, tienden guirnaldas de flores sobre las cadenas de hierro de que están cargados, sofocan en ellos el sentimiento de esa libertad original para la que parecían haber nacido". Por lo que entra la educación, que involucra a las artes como parte del proceso, sin uso excesivo de ellas, a "transformar al individuo liberándolo de las perversiones".
En el Emilio o De la educación imprime un giro copernicano a la pedagogía de la sociedad estamental de entonces centrándola en el niño y no en lo que debe aprender; le interesaban más los artesanos que los científicos y más la educación elemental que la avanzada. Quería crear ciudadanos activos, que estimasen el trabajo por encima de todo. Los principios que establece son estos:
1. A cada período de edad deben corresponder especiales formas de educación y de aprendizaje
2. La educación debe tener un carácter activo y facilitar el máximo desarrollo de la autonomía e iniciativa de los estudiantes
3. A la educación intelectual debe anteceder y acompañar el ejercicio de las fuerzas físicas y de los órganos de los sentidos de los educandos
4. Los castigos corporales a los estudiantes son pedagógicamente nocivos.[36]

Todas estas ideas de Rousseau son nuevas para el siglo XVIII y fueron desarrolladas por la pedagogía posterior.

#### De la mujer y su papel en sociedad
Rousseau, aunque en un primer momento parece obviar al sexo femenino, no es que lo ignore, sino que va definiendo su papel en sociedad como mero acompañante del ser humano que debe poseer todos los derechos: el hombre. 
Afirma que a los varones corresponde el espacio de lo público mientras que el territorio natural de las mujeres es el espacio doméstico. La desigualdad intrínseca entre los sexos, concluye, ha sido dada por la naturaleza y no por un capricho de los varones, ni por educación o las costumbres, y recurre a la idea de "complementariedad sexual" para fundamentar la desigualdad intrínseca de varones y mujeres. Los sexos no son iguales, sino complementarios. La esfera pública corresponde a los varones y la realización de las mujeres debe desarrollarse en el ámbito privado regido por el amor abnegado que las hace aceptar su destino de obediencia, sumisión y sacrificio como esposas y madres.
En sus primeros Discursos apenas nombra a la mujer. Cuando habla de hombres de ciencia y racionalistas, criticándolos, se dirige solo a estos, pues a la mujer no le era permitido participar en este tipo de actividades. En el Discurso sobre la desigualdad añora esa ley natural del ser humano en el estado de naturaleza. En él tampoco hace referencia al sexo femenino, sin embargo, esta ley natural le servirá de base, posteriormente, para justificar y argumentar a favor de esa posición de la mujer como mero apéndice del hombre, del lugar que debe ocupar en sociedad “por naturaleza”. En La nueva Eloísa reproduce ese modelo de hembra ideal, representada por Julia, la baronesa de d´Hochetat, mujer virtuosa donde las haya cuyo deber y máxima aspiración es cumplir las apariencias, ser virtuosa y evitar la censura en sociedad. 
En el Emilio, o De la educación toda la riqueza de su aportación a la educación de la época en la que se tiene en cuenta al niño como persona en sí misma, no como mero boceto de preparación para la adultez, queda desvalorizado cuando se trata de las niñas. Un determinismo natural pauta su educación, enfocada a agradar al macho y darle hijos, o sea, a ser madre y esposa como función vital. Sofía, esposa de Emilio, será más o menos libre y se casará por amor, pero su crecimiento como persona estará condicionado al papel que se le asigna al lado de Emilio.
Es en su Carta a D'Alembert donde se revelan sus prejuicios respecto a la mujer, dejándola de lado en la defensa de la justicia y la igualdad entre los seres humanos. Cuenta sobre ellas que «ni son expertas, ni pueden ni desean serlo en ningún arte, que les falta el ingenio, que los libros salidos de su pluma son todos fríos y bonitos como ellas, que les falta razón para sentir el amor e inteligencia para saber describirlo». La mujer se muestra, simplemente, como el instrumento que facilita la vida política del hombre y su dedicación al estudio y a su desarrollo personal. Siendo así, no la ve como persona en sí misma, soberana y libre —ni aún en estado de naturaleza—, sino como ser para, es decir, como mero medio: «deben aprender muchas cosas, pero solo las que conviene que sepan».
El propio D'Alembert le contestó con un alegato en favor de la mujer y, pocas décadas después, Olympe de Gouges con su Declaración de los derechos de la mujer y de la ciudadana. «Extraño, ciego, hinchado de ciencias y degenerado, en este siglo de luces y de sagacidad, en la ignorancia más crasa quiere mandar como un déspota sobre un sexo que recibió todas las facultades intelectuales», indica Olympe. Poco después, en Inglaterra, será Mary Wollstonecraft la que asumirá el papel de dar respuesta rigurosa a ese supuesto orden natural de varón pensante mujer acompañante, para demostrar que tal distinción es puramente artificial, producto de una educación discriminatoria dentro de una sociedad patriarcal. 
Carole Pateman ha designado a ese contrato implícito que subordina a la mujer respecto al hombre como el contrato sexual, que parte de la reorganización patriarcal que adapta la visión rousseauniana de la Ilustración a la sociedad actual, instituyendo salarios más bajos, acoso sexual, falta de reconocimiento social, violencia de género, etc.

### Botánico
Rousseau descubrió tardíamente la botánica, hacia sus 65 años, gustando de herborizar, actividad que lo tranquilizaba, luego de tanta jornada de reflexionar, que lo fatigaba y lo entristecía, como él mismo escribió en la séptima Ensoñación del paseante solitario. Así sus Cartas sobre la botánica le permitieron continuar una reflexión sobre la cultura, en un sentido inmenso, comenzando con el Émile, su tratado de educación, y su romance Julie, ou la nouvelle Héloïse, donde se interrogó sobre el arte de la jardinería.
El hombre, si está desnaturalizado, si carece de instintos, no puede contemplar la naturaleza,  únicamente hace áreas habitables y cultivables, desnaturalizadas, «contorneadas a su modo» en «campiñas artificiales» donde si bien pueden vivir, no resulta más que en un país pobre. Y van quedando cada vez menos posibilidades de acceder a lo natural «deberían conocerse y ser dignos de ser admirados... La naturaleza semeja estar desordenada a los ojos humanos, y pasar sin atraer la mirada de los poco sensibles, y que a su vez han desfigurado... Están quienes le aman e intentar buscar y no lo pueden hallar» continúa Rousseau en su novela, donde va describiendo cómo Julie instala al fondo de su vergel un jardín secreto, jugando con lo agradable a lo útil de manera de hacer un poco de paseo que recuerde a la pura naturaleza: «es verdad, dice ella que la naturaleza hace todo, mas bajo mi dirección, no habrá más quien le ordene».
Rousseau describe el jardín del hombre que concilia a la vez al humanista y al botánico, como un aspecto útil y placentero donde pueda estar sin artificios visibles, ni a la francesa, ni a la inglesa: el agua, la verdura, la sombra y las siembras, como se ve en la naturaleza, sin usar la simetría ni alinear los cultivos y los bordes. El hombre de gusto «no se inquietará al punto de su percepción de bellas perspectivas: el gusto de los puntos de vista solo visibles a muy pocos».
El trabajo de mejorar el suelo y de hacer injertos no devolverá lo natural quitado a la naturaleza. Además de que no volverá, sigue extendiéndose catastróficamente nuestra civilización urbana con consecuencias, mas puede forzarse otro destino. Y si el trabajo de un vergel y de campos sea una necesidad para el hombre, el jardín de «el hombre de gusto» funcionará permitiendo desahogarse, descansar de momentos de esfuerzo.
Para Rousseau, las melodías y el jardín son del orden de lo humano, de la perfectibilidad, de la imaginación y de las pasiones simples. Él habla de una música de una temporalidad melódica, por lo tanto habrá procesos educativos que permitan a los humanos esperar un devenir «todo lo que podamos ser» o hacer que la naturaleza no nos haga sufrir.
Rousseau gustaba de ofrecer pequeños herbarios a sus amistades y a sus allegados, además de que él mismo reunió un herbario personal constituido por hasta 15 clasificadores llenos de pliegos de especímenes, algunos de ellos considerados hoy en día como tipos. Tras la muerte de Rousseau, su herbario tuvo diferentes propietarios hasta que en 1953 fue adquirido por el Museo Nacional de Historia Natural de Francia, institución que lo incluyó en las colecciones de la Galería de Botánica, en el Jardín de las Plantas en París, intengrándolo así en el herbario nacional francés, el mayor del mundo con casi 8 millones de especímenes.
Rousseau logró identificar y nombrar 21 nuevas especies (IPNI).

## Educación
Jean Jacques Rousseau era más bien un filósofo político, no un pedagogo; pero, a través de su novela Emilio, o De la educación promueve pensamientos filosóficos sobre la educación, siendo este uno de sus principales aportes en el campo de la pedagogía. En este libro, exalta la bondad del hombre y de la naturaleza a la vez que plantea temas que más adelante desarrollará en Del Contrato Social. Rousseau concibe su paradigma del hombre encadenado en Emilio, o De la educación. Al igual que en Discurso sobre el origen y los fundamentos de la desigualdad entre los hombres quiere apartar la formación del hombre en Emilio, o De la educación de su indagación, «los hombres, diseminados entre ellos, observan, imitan su industria, y se elevan de esta manera hasta el instinto de las bestias; se alimentan igualmente de la mayoría». Rousseau crea un sistema de educación que deja al hombre, o en este caso al niño, que viva y se desarrolle en una sociedad corrupta y oprimida. Como dice el estudio preliminar de Emilio, o De la educación: «asignad a los niños más libertad y menos imperio, dejadles hacer más por sí mismos y exigir menos de los demás».

### Emilio, o De la educación
Esta novela filosófica educativa, escrita en 1762, fundamentalmente describe y propone una perspectiva diferente de la educación, que es aplicada en Emilio. Rousseau, partiendo de su idea de que la naturaleza es buena y que el niño debe aprender por sí mismo en ella, quiere que el niño aprenda a hacer las cosas, que tenga motivos para hacerlas por sí mismo. Como Jurgen Oelkers, escritor del artículo Rousseau and the image of ‘modern education’ dice, «La educación debe tener su lugar dentro de la naturaleza para que el potencial del niño pueda desarrollarse según el ritmo de la naturaleza y no al tiempo de la sociedad». Rousseau cree que todo hombre y niño es bueno. Sobre todo, especula que la humanidad que plantea una educación a base de un transcurso natural sería una sociedad más libre. Sandro de Castro y Rosa Elena, en su artículo «Horizons of dialogue in Environmental Education: Contributions of Milton Santos, Jean-Jacques Rousseau and Paulo Freire» dicen: «Escribiendo Emilio, o De la educación, Rousseau coloca la base para una educación capaz de formar a un hombre verdadero, pues antes de otra cosa hay que formar el hombre.

Rousseau atacó al sistema educativo a través de esta novela, en la que presenta que los niños deben ser educados a través de sus intereses y no por la estricta disciplina.

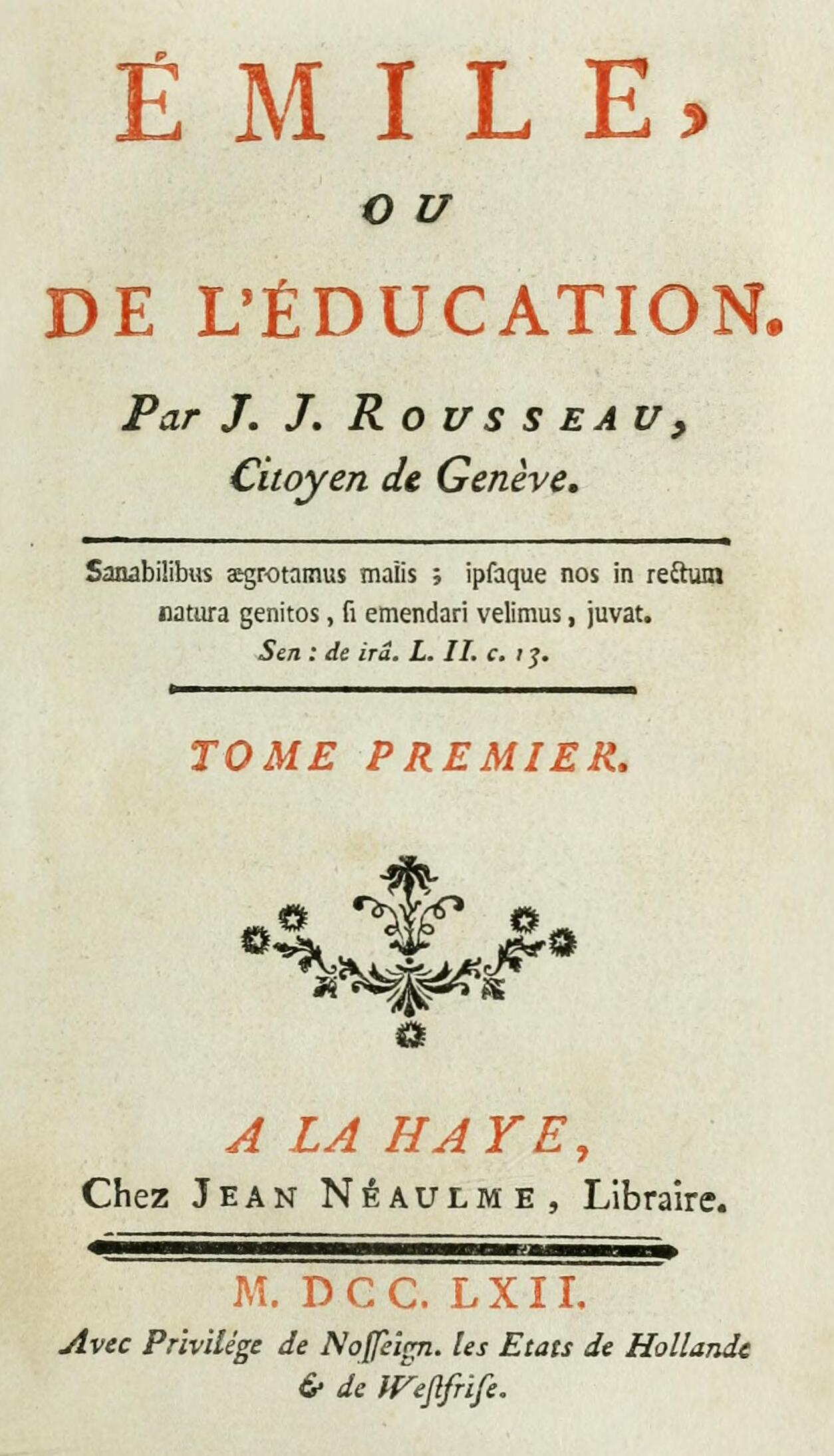
Emilio, o De la educación.

La novela está dividida en cinco partes. Las tres primeras se dedican a la niñez, la cuarta se consagra a la adolescencia y la última se refiere a la educación de Sofía, mujer ideal, y a la vida paternal, política y moral de Emilio.

#### Libro primero
Desde el vientre de la madre se puede decir que uno está vivo. Así pues, mientras el niño va creciendo, según Rousseau, debe por su propia voluntad ir adquiriendo conocimiento. Él dice: «Nacemos capacitados para aprender, pero no sabiendo ni conociendo nada», al igual que dice que la educación del hombre empieza al nacer, a base de experiencias propias y adquisiciones generales. Sin darnos cuenta, desde que nacemos somos libres y por nuestra propia voluntad conocemos lo que es placer, dolor y rechazo.
Rousseau también afirma que el aprendizaje es muy necesario, especialmente en esta etapa de la vida. Volviendo a su tema de la libertad, Luiz Felipe Netto en el artículo «The notion of liberty in Emile Rousseau» dice: «Más bien, un niño está libre cuando puede lograr su voluntad». Piensa que debemos dejar al niño manifestar su voluntad y curiosidad por lo que le rodea. Es decir, dejar al niño tocar, saborear, poner en práctica sus sentidos sensoriales para aprender.

#### Libro segundo
En esta sección Rousseau dice: «La naturaleza formó a los niños para que fuesen amados y asistidos». También dice que si los niños escuchasen a la razón, no necesitarían que los educaran. A los niños se les debe tratar con suavidad y paciencia; explica que al niño no se le debe obligar a pedir perdón, ni imponer un castigo. La norma de hacer bien es la única virtud moral que debe imponerse.

#### Libro tercero
Esta sección sigue refiriéndose a la niñez, entre los doce y trece años. El cuerpo sigue desarrollándose y la curiosidad natural también. Rousseau dice: «El niño no sabe algo porque se lo hayas dicho, sino porque lo ha comprendido él mismo»,sugiriendo que el niño se inspire por su voluntad, que solo se le den métodos para despertar su interés y no su aburrimiento. Entonces es cuando Rousseau empieza a enseñarle a conservar, de modo que tenga más derecho moral.
También afirma que el niño debe aprender del intercambio de pensamientos e ideas; ve un beneficio social en que el niño pueda integrarse en la sociedad sin que lo perturben.

#### Libro cuarto
Con esta sección comienza la adolescencia. Rousseau afirma que «el niño no puede ponerse en el lugar de otros, pero una vez se alcanza la adolescencia, puede y hace así: Emilio por fin puede ser introducido en la sociedad». Ya en la adolescencia, Emilio tiene un mejor entendimiento de los sentimientos, pero también se exaltan las pasiones. Rousseau dice que «Nuestras pasiones son los principales instrumentos de nuestra conservación», pues para él, el sexo, la pasión y el amor son producto de un movimiento natural.
Formar al hombre a partir de la naturaleza no es hacerlo salvaje, sino no dejar que se gobierne. También en esta parte, se expone a Emilio a la religión, pero no logra verla como algo significativo para él.

#### Libro quinto
Finaliza la adolescencia a los veinte años, cuando Emilio y su prometida Sofía van alcanzando la madurez y la vida matrimonial.

## Críticas
Fernando Sánchez Dragó sostiene que Rousseau es el padre del totalitarismo y Juan Manuel de Prada entiende que es el padre de la ingeniería social.
Considerada precursora del feminismo, Mary Wollstonecraft realizó fuertes críticas en su libro Vindicación de los derechos de las mujeres, donde le atribuye complicidad a la reprensión de la mujer. Según Rousseau, la educación debía prepararlas para realizar correctamente su futuro papel de esposas. Para Wollstonecraft, el objetivo de la educación «es conseguir carácter como ser humano, independientemente del sexo al que se pertenezca». Aceptaba las opiniones de Rousseau sobre la educación de los varones, pero decía también que «él junto a otros escritores habían abordado el tema de la educación y las conductas femeninas de tal forma que habían contribuido a hacer de las mujeres los personajes más artificiales y débiles que existen y como consecuencia los miembros más inútiles de la sociedad».
Stanley G. Payne afirma que el Führerprinzip es eminentemente rousseauniano. Según Louis J. Halle "En la concepción de Rousseau, sólo un jefe de genio divino puede fundar el Estado en el cual los hombres son libres, aunque forzados a serlo, y determinar cuál es la voluntad general".

## Cronología de sus escritos
- 1742 : Projet concernant de nouveaux signes pour la musique
- 1743 : Dissertation sur la musique moderne
- 1750 : Discours sur les sciences et les arts
- 1751 : Discours sur la vertu du héros
- 1752 : Le Devin du village, primera repr. en la Ópera, el 1-III-1753.
- 1752 : Narcisse ou l’Amant de lui-même, comedia repr. el 18-XII-1752.
- 1754 : Discours sur l'économie politique
- 1755 : Discours sur l'origine et les fondements de l'inégalité parmi les hommes
- 1755 : Examen de deux principes avancés par M. Rameau.
- 1755 : Jugement du Projet de paix perpétuelle de Monsieur l'Abbé de Saint-Pierre
- 1758 : Lettres morales, de 1757-1758, publicación póstuma en 1888.
- 1758 : Lettre sur la providence
- 1758 : J.-J. Rousseau, Citoyen de Genève, Lettre à M. d'Alembert sur les spectacles
- 1761 : Julie ou la Nouvelle Héloïse
- 1762 : Émile, ou De l'éducation, incluye La profession de foi du vicaire savoyard, en el libro IV.
- 1762 : Du contrat social
- 1764 : Lettres écrites de la montagne
- 1764 : Lettres sur la législation de la Corse
- 1771 : Considérations sur le gouvernement de Pologne
- 1771 : Pygmalion
- 1781 : Essai sur l'origine des langues, póstumo
- 1765 : Projet de constitution pour la Corse, póstumo
- 1767 : Dictionnaire de musique (escrito desde 1755)
- 1770 : Les Confessions (escrito entre 1765-1770), póstumo
- 1777 : Dialogues, Rousseau juge de Jean-Jacques, póstumo
- 1778 : Les Rêveries du promeneur solitaire, póstumo
- 1781 : Émile et Sophie, ou les Solitaires, póstumo, es la continuación del Émile.

## Obra musical

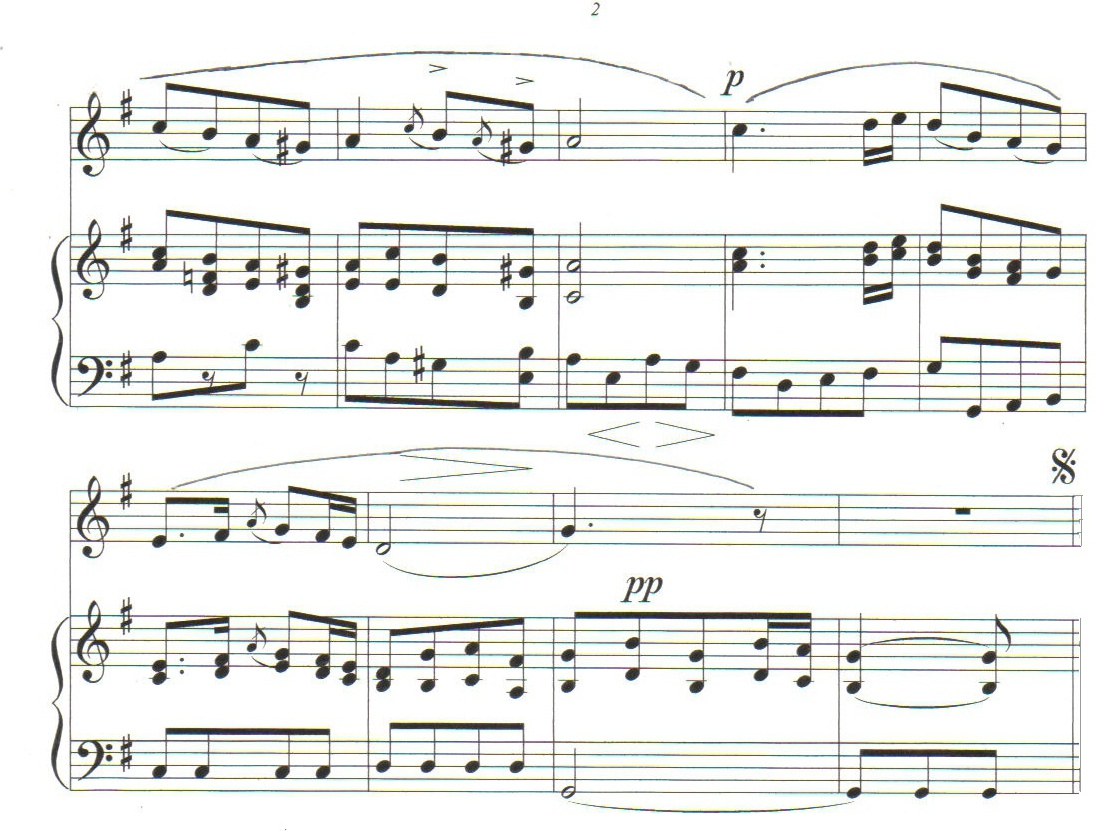
Música de la pieza Avril, p. 2

- Le devin du village (1752) - ópera en 1 acto
- Salve Regina (1752) - Antífona de la virgen María desde la Trinidad hasta Adviento
- Pygmalion  (1762) - melodrama
- Avril - aire a poesía de Rémy Belleau
- Les consolations
- Daphnis et Chloé
- Que le jour me dure!

### De Rousseau
- Rousseau, Jean-Jacques (1998). Correspondance complète de Rousseau : Édition complète des lettres, documents et index [Correspondencia completa de Rousseau: Edición completa de las cartas, documentos y índice] (52 volúmenes) (en francés). Oxford: Voltaire Foundation. ISBN 978-0-7294-0685-7.
- Rousseau, Jean-Jacques (1959-1995). Œuvres complètes [Obras completas] (5 volúmenes). Bibliothèque de la Pléiade (en francés). París: Gallimard.
- Rousseau (2011).  Sergio Sevilla, ed. Rousseau. Biblioteca Grandes Pensadores. Madrid: Editorial Gredos. ISBN 9788424921286.

### Sobre Rousseau
- Blaise Bachofen, La Condition de la liberté. Rousseau, critique des raisons politiques, París, Payot, 2002
- Bellod, J. F.  Reivindicación de Rosusseau, Revista de Economía Institucional
- Bruno Bernardi, La fabrique des concepts. Recherches sur l'invention conceptuelle chez Rousseau, París, Honoré Champion, 2006
- Maurice Blanchot, El libro que vendrá, Caracas, Monteávila, 1969 (or. 1959)
- Ernst Cassirer, Rousseau, Kant, Goethe: filosofía y cultura en la Europa del siglo de las luces, Madrid, FCE, 2007
- Nanine Charbonnel, Philosophie de Rousseau, Aréopage, 2006
- André Charrak, Raison et perception: fonder l'harmonie au XVIIIe siècle, París, Vrin, 2002
- Charles Coutel, Lumières de l'Europe: Voltaire, Condorcet, Diderot, París, Ellipses, 1997
- Monique y Bernard Cottret, Jean-Jacques Rousseau en son temps, Perrin, 2005
- Michel Coz, Jean-Jacques Rousseau, París, Vuibert, 1997
- Michel Coz y François Jacob, Rêveries sans fin: Autour des «Rêveries du promeneur solitaire», Orléans, Paradigme, 1997
- Michel Coz, La Cène et l'Autre Scène: Désir et profession de foi chez Jean-Jacques Rousseau, París, Honoré Champion, 1998
- Gaëtan Demulier, Apprendre à philosopher avec Rousseau, París, Ellipses, 2009
- Robert Derathé, Jean-Jacques Rousseau et la science politique de son temps, París, Vrin, 2000
- Jacques Derrida, De la gramatología, Buenos Aires, Siglo XXI, 1970 (or. 1967)
- Arbi Dhifaoui, «Julie ou la Nouvelle Héloïse»: roman par lettres, roman de la lettre, Túnez, Centre de Publication Universitaire, 2000
- Arbi Dhifaoui, Le roman épistolaire et son péritexte, Túnez, Centre de Publication Universitaire, 2008
- Béatrice Didier, La musique des Lumières: Diderot, l'Encyclopédie, Rousseau, París, PUF, 1985
- Charles Eisenmann, "La cité de Jean-Jacques Rousseau" y "Politique et religion chez Jean-Jacques Rousseau", en Écrits de théorie du droit, de droit constitutionnel et d'idées politiques, París, Panthéon-Assas, 2002, pp. 611-619 y 621-638
- Francis Farrugia, Archéologie du pacte social, París, L'Harmattan, 1994
- Michel Foucault, «Introducción a Rousseau juez de Jean-Jacques», 1962, en Dits et écrits, I, París, Gallimard, 1994.
- Victor Goldschmidt, Anthropologie et politique, París, Vrin, 2000
- Bernard Groethuysen, Jean-Jacques Rousseau, París, Gallimard, 1949 (y 2003)
- Florent Guénard, Rousseau et le travail de la convenance, París, Honoré Champion, 2005
- Jean-Luc Guichet, Rousseau, l’animal et l'homme: l'animalité dans l'horizon anthropologique des Lumières, París, Éditions du Cerf, 2006
- Jouvenel, Bertrand de. Ensayo sobre la política de Rousseau. Encuentro. ISBN 978-84-9055-014-4.
- Catherine Kintzler, Poétique de l'opéra français de Corneille à Rousseau, París, Minerve, 2006
- Paul de Man, Alegorías de la lectura, Barcelona, Lumen, 1990 (or. 1979)
- Roger D. Masters, La philosophie politique de Rousseau, Lyon, ENS Éditions, 2002
- Arthur Metzler, Rousseau. La bonté naturelle de l'homme, París, Ed. Belin, 1998
- Gérard Namer, Le système social de Rousseau: De l'inégalité économique à l'inégalité politique, París, L'Harmattan, 1999
- Gérard Namer, Rousseau sociologue de la connaissance: de la créativité au machiavélisme, París, L'Harmattan, 2000
- Patrick Riley (ed.), The Cambridge Companion to Rousseau, Cambridge University Press, 2001
- Claire Salomon-Bayet, Jean-Jacques Rousseau ou l'impossible unité, Seghers, 1968 (or. 1971)
- Robert Spaemann, Rousseau: ciudadano sin patria, Madrid, Centro de Estudios Políticos y Constitucionales, 2013 (or. 1980).
- Jean Starobinski, Rousseau. La transparencia y el obstáculo, Madrid, Taurus, 1983 (or. 1976)
- Jean Starobinski, Accuser et séduire. Jean-Jacques Rousseau, París, Gallimard, 2012
- Frédéric Worms, Rousseau, Émile ou de l'éducation, Livre IV, París, Ellipses, 2001

### Diccionarios y enciclopedias
- Larrère, Catherine (2003). «ROUSSEAU Jean-Jacques, 1712-1778».  En Philippe Raynaud; Stéphane Rials, eds. Dictionnaire de philosophie politique (en francés) (Troisième édition complétée). Paris: PUF. pp. 687-695. ISBN 978-2-13-052947-7.
- Malaurie, Philippe (2001). «Rousseau». Anthologie de la pensée juridique (en francés) (Deuxième édition). Paris: Éditions Cujas. pp. 109-114. ISBN 2-254-01301-7.
- Royer, C. (1900). «Rousseau».  En M. Léon Say; M. Joseph Chailley, eds. Nouveau dictionnaire de l’économie politique (en francés) 2 (Deuxième édition). Paris: Guillaumin et Cie. pp. 758-765.

### Enciclopedias
- «Jean Jacques Rousseau». Stanford Encyclopedia of Philosophy (en inglés). 27 de septiembre de 2010. Consultado el 13 de mayo de 2012.
- «Jean-Baptiste Rousseau». Catholic Encyclopedia (en inglés). Consultado el 13 de mayo de 2012.
- «Jean-Baptiste Rousseau». Encyclopédie Larousse (en francés). Consultado el 13 de mayo de 2012.
- «Jean-Baptiste Rousseau». Wikibéral (en francés). Consultado el 13 de mayo de 2012.
- «Jean-Jacques Rousseau (1712—1778)». Internet Encyclopedia of Philosophy (en inglés). 21 de octubre de 2005. Consultado el 13 de mayo de 2012.

### Otros
- En el Marxists Internet Archive está disponible una sección con obras de Jean-Jacques Rousseau.
- «ROUSSEAU (1712 - 1778)». Libres.org (en francés). 13 de enero de 2011. Archivado desde el original el 26 de octubre de 2015. Consultado el 14 de mayo de 2012.
- Société Jean-Jacques Rousseau (en francés)
- Du contrat social — MetaLibri (en francés)
- Los textos completos de Jean-Jacques Rousseau (en francés)

- Datos: Q6527
- Multimedia: Jean-Jacques Rousseau / Q6527
- Citas célebres: Jean-Jacques Rousseau
- Textos: Autor:Jean-Jacques Rousseau
- Especies: Jean-Jacques Rousseau